# نابنط راجا
نابنط راجا (الاسم العلمي Nepenthes rajah) هو نوع من نبات الإبريق الآكلة اللحوم من فصيلة السلويات. إنه متوطن في جبل كينابالو وجبل تامبيوكون المجاور في صباح، بورنيو الماليزي. ينمو نابنط راجا بشكل حصري على ركائز معوجة، لا سيما في المناطق التي تتسرب منها المياه الجوفية حيث تكون التربة رخوة ورطبة بشكل دائم. توجد ارتفاعات تتراح من 1500 إلى 2650 م. وهو مهدد بالانقراض.